# 小畑幸雄
小畑 幸雄（おばた ゆきお、1922年5月28日 - 2015年11月24日）は、日本の経営者。野村不動産社長を務めた。東京都出身。

## 経歴
1942年に大阪商科大学高商部を卒業し、同年に野村證券に入社。1962年11月に取締役に就任し、1966年11月に常務、1971年4月に専務、1973年11月に副社長、1981年12月に監査役を経て、1983年12月に野村不動産会長に就任し、1985年12月には社長も兼任。1987年12月に相談役に就任。
2015年11月24日狭心症のために死去。93歳没。